# Lunar Flashlight
```
   
Lunar Flashlight
 va ser una missió d'òrbita lunar 
CubeSat
 de baix cost per explorar, localitzar i estimar la mida i la composició dels 
dipòsits de gel d'aigua a la Lluna
 per a l'explotació futura per part de robots o humans.
[
1
]
```

La nau espacial, del format 6U CubeSat, va ser desenvolupada per un equip del Jet Propulsion Laboratory (JPL), el Goddard Space Flight Center (GSFC), l'Institut Tecnològic de Geòrgia (GT) i el Marshall Space Flight Center de la NASA. Va ser seleccionat a principis del 2015 pels Advanced Exploration Systems (AES) de la NASA per al seu llançament el 2022 com a càrrega útil secundària per a la missió Artemis 1, tot i que va perdre la finestra d'integració per incloure's a la missió. Lunar Flashlight es va tornar a manifestar per llançar-se com a cotxe compartit amb la Missió 1 Hakuto-R en un Falcon 9 Block 5. El llançament va tenir lloc l'11 de desembre de 2022.
Una fallada del sistema de propulsió de l'embarcació va fer que la llanterna lunar no pogués entrar en òrbita al voltant de la Lluna i la NASA va acabar la missió el 12 de maig de 2023. La nau espacial ha estat abandonada des d'aleshores en una òrbita solar després de volar per la Terra el 17 de maig per una ajuda de gravetat casual.

## Història
El satèl·lit d'observació i detecció del cràter lunar (LCROSS) de la NASA, el Lunar Reconnaissance Orbiter (LRO) i els òrbites lunars Chandrayaan-1 de l'Índia i altres missions van descobrir el 2009 dipòsits d'aigua (H2O) i d'hidroxil (—OH−) a latituds altes a la superfície lunar, indicant la presència de traces d'aigua adsorbida o lligada. Aquestes missions suggereixen que podria haver-hi prou aigua gelada a les regions polars per ser utilitzada per futures missions desembarcades,  però la distribució és difícil de conciliar amb els mapes tèrmics.
Les missions de prospecció lunar pretenen obrir el camí cap a la incorporació de l'ús dels recursos espacials a les arquitectures de les missions. La planificació de la NASA per a una eventual missió humana a Mart depèn d'aprofitar els recursos naturals locals per produir oxigen i propulsor per llançar la nau de retorn a la Terra, i una missió precursora lunar és un lloc convenient per provar aquesta tecnologia d'utilització de recursos in situ (ISRU).
El concepte de missió va ser desenvolupat per un equip del Jet Propulsion Laboratory (JPL), la Universitat de Califòrnia, Los Angeles (UCLA) i el Marshall Space Flight Center de la NASA i va ser proposat a la convocatòria de sistemes d'exploració avançada (AES) de la NASA per a l'exercici 2014.  La missió va ser seleccionada per al finançament a principis de 2015.

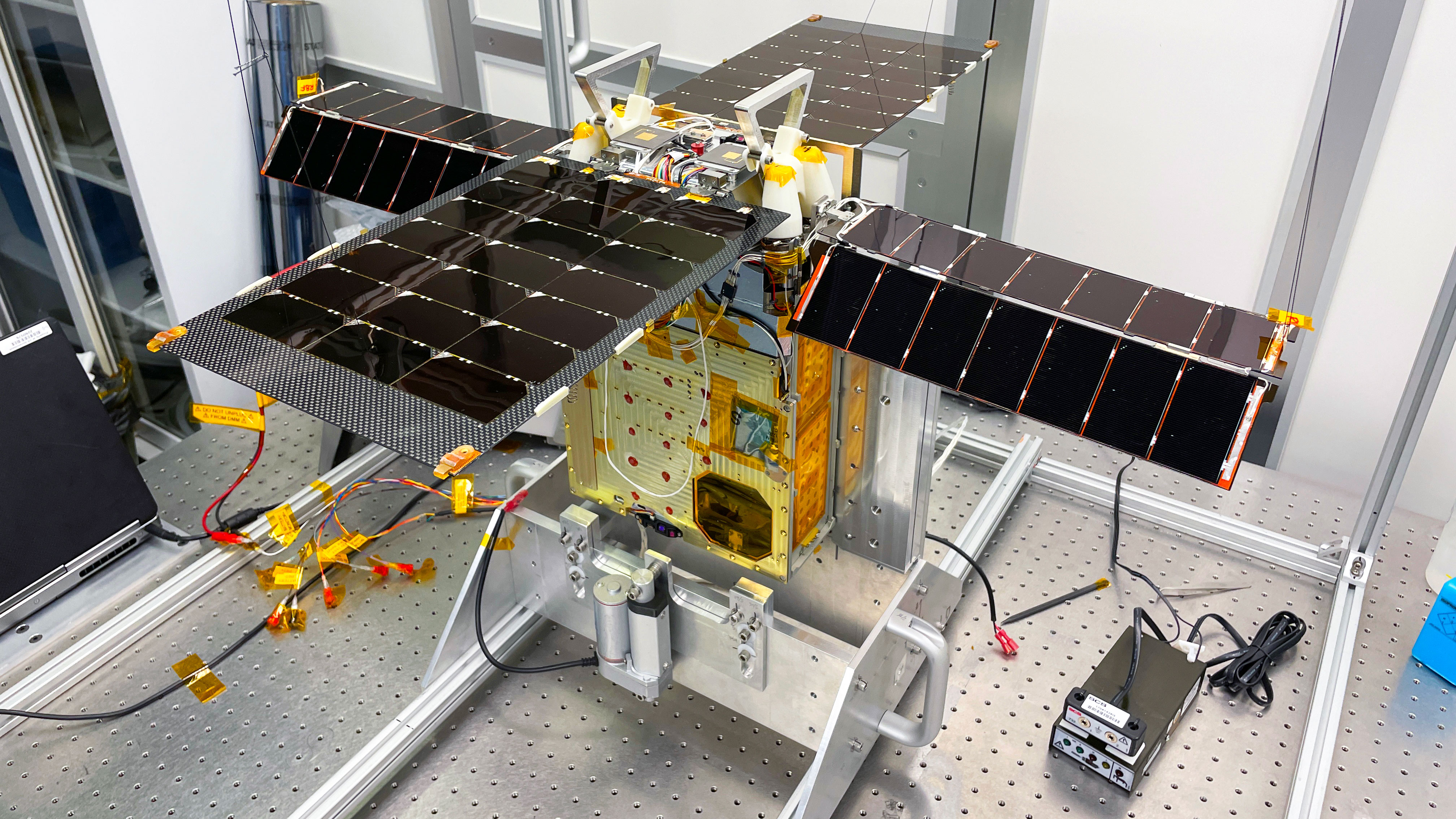
Llanterna lunar després de la integració

## Disseny de naus espacials
En la seva concepció original, la nau espacial Lunar Flashlight hauria estat un format o autobús 6U CubeSat propulsat per una vela solar de 80 m2 que també hauria funcionat com a reflector per il·luminar algunes zones d'ombra permanentment seleccionades a la Lluna,  mentre es trobava a bord. L'espectròmetre d'infrarojos va mesurar el diagnòstic de l'espectre reflectit de la barreja de composició superficial entre roca/pols, regolita, gel d'aigua, CO 2, gel de metà (CH 4 ), i possiblement gel d'amoníac (NH3). El punt il·luminat hauria estat uns 400 m (1.300 peus) de diàmetre, reflectit des d'una altitud de 20 km (12 mi).
En el disseny final, la nau espacial Lunar Flashlight inclou dos conjunts de matrius solars. Un conjunt lliurat per Blue Canyon Technologies (BCT) que es desplega en sortir del dispensador i un altre lliurat per MMA que utilitzen un mecanisme de desplegament burnwire. El comandament i el maneig de dades es proporcionen mitjançant el processador Sphinx desenvolupat per JPL amb programari de vol escrit amb el marc de programari FPrime desenvolupat per JPL. La ràdio a bord és una ràdio Iris desenvolupada per JPL i construïda per Space Dynamics Laboratory. El sistema de determinació i control d'actitud (ADCS) per a la nau espacial és proporcionat per un BCT XACT-50. La nau inclou un sistema de propulsió química per proporcionar l'impuls necessari per a la inserció orbital lunar (LOI). Aquest sistema de propulsió va ser dissenyat i construït pel grup de recerca Glenn Lightsey de Georgia Tech en col·laboració amb el Marshall Space Flight Center de la NASA. Finalment, la càrrega útil de l'instrument científic és un reflectòmetre làser compacte d'ona curta infraroja (SWIR).

## Visió general i objectius
L'objectiu de Lunar Flashlight és determinar la presència o absència de gel d'aigua exposat i el seu estat físic, i mapejar la seva concentració a l'escala d'1-2 quilòmetres dins de les regions permanentment ombrejades del pol sud lunar. La missió serà un dels primers CubeSats que arribarà a la Lluna i la primera que utilitzarà làsers per buscar gel d'aigua. Qualsevol dada volàtil polar recollida per Lunar Flashlight podria garantir els llocs d'aterratge més adequats per a un rover més car per realitzar mesures in situ i anàlisis químiques. La nau espacial maniobrarà a la seva òrbita polar lunar i utilitzarà els seus làsers d'infrarojos propers per il·luminar les regions polars ombrejades, mentre que l'espectròmetre a bord mesura la reflexió i la composició de la superfície. Barbara Cohen del Centre de Vol espacial Goddard de la NASA és la investigadora principal.